# Comtat de Reynel
El comtat de Reybel fou una jurisdicció feudal de França a la Xampanya, centrat a Reynel, avui una comuna del departament de l'Alt Marne (Haute-Marne) a la regió Champagne-Ardenne.
El comtat hauria estat creat el 757 per Pipí el Breu.
El primer comte apareix esmentat vers 1012/1016; portava el nom d'Odolric I, i consta en una carta on que es diu que el bisbe de Langres, Brunó de Roucy (vers 980-1015), l'havia excomunicat. Figura a l'obituari de Saint-Mansuy on es dona el dia de la mort de tres "comites" Odolric, però no consten els anys; un dels comtes seria Odolric I i un altre Odolric II, probablement el seu fill que hauria viscut vers la meitat del segle xi. El següent comte que apareix fou Arnul o Arnold I que figura també a l'obituari de Saint-Mansuy, i va morir el 31 de juliol de 1074 o posterior. Es va casar amb la filla de Gerard senyor de Fouvent i de Gertrudis de Lavoncuourt senyora d'Arsincourt i va haver de se sapiga quatre fills: Odolric III, Guiu (prior a Cluny), Arnul o Arnold (monjo a Verdun) i Blanca (esposa de Jofre I senyor de Joinville)
Odolric III que el va succeir figura tanmateix a l'obituari de Saint-Mansuy però no se sap quin dels tres és, i en quin any va morir però seria abans del 1100. Va tenir dos fills, Teobald I i Matilde, cadada amb Olri o Odolric, comte de Brixey (fill d'Aimó, comte de Brixey)
Teobald I, que apareix en una donació datada entre 1076 i 1100 era mort ja el 21 d'abril de 1101 i es va casar amb Ermentruda de Ramerupt (probablement filla d'Hilduí de Montdidier i de Ramerupt, comte de Roucy, si bé la crònica d'Alberic de Trois-Fontaines la fa quarta filla del comte Ebles de Roucy); i potser en segones noces amb Petronila (que podria ser un error del copista per Ermentruda). De la primera (i potser única) va tenir quatre fills: Hug I comte de Reynel, Arnul o Arnold, Mència (monja a Laon) i Hildegarda, casada amb Guiu de Conflans.
Hug I, el successor a Reynel ja és esmentat en una donació del seu pare (entre 1076 i 1100). Ja era mort el 1127. Es va casar amb Haduida de Montreuil-Thiécourt. Fou probablement el pare de Arnul o Arnold II, darrer comte de Reynel, esmentat en una donació el 1125, probablement ja sent comte en la qual s'esmenta un germà de nom Airard casat amb Alix de Maizey; hi hauria dos germans més, Bernier i Teobald. Arnul o Arnold es va casar amb Hodiarda de Pierrefitte i en segones noces amb Andelina de Bordon. Vivia encara vers 1171, però el comtat havia esdevingut una simple senyoria, segurament un feu del bisbe de Langres. Arnul II fou el tronc dels senyors de Reynel i de Pierrefitte i el seu germà Airard fou el tronc també dels senyors de Reynel i dels senyors de Sorcy.
El rei Francesc I de França va erigir la senyoria en marquesat el 1560.

## Llista de comtes
- Odolric I, vers 1010-1040
- Odolric II, vers 1040-1060
- Arnul I, vers 1060-1075
- Odolric III, vers 1075-1090
- Teobald I, vers 1090-1100
- Hug I, vers 1100-1125
- Arnul II vers 1125-1171
- Senyoria abans de 1171